# Ryska
Ryska (ryska: русский язык, russkij jazyk, ['ru.skʲɪj jɪ.'zɨk]) är ett östslaviskt språk och det största av de slaviska språken. Det talas främst i Ryssland samt i tidigare sovjetiska delrepubliker, såsom Estland, Lettland, Litauen, Moldavien, Kazakstan och Ukraina. Efter omfattande emigrationer sedan 1990-talet finns numera även stora rysktalande populationer i Israel (utvandrade ashkenaziska judar) och Tyskland (så kallade Volgatyskar, ättlingar till de tyskar som hämtades till Kejsardömet Ryssland av Katarina den stora).
Ryskan skrivs med en variant av det kyrilliska alfabetet. Bevarade skrifter på östslaviska finns från 900-talet och framåt. Ryskan behåller mycket av östslavisk syntetisk böjningsstruktur och slaviskt ordförråd, men har i sin nutida form även många lånord i ämnen som politik, vetenskap och teknik.
Ryskan räknas till den östslaviska språkgruppen, men den sydslaviska kyrkslaviskan har under långa perioder haft stort inflytande över ryskans utveckling, och har påverkat såväl dess grammatik som dess ordförråd.

## Klassificering
Ryska är ett östligt slaviskt språk inom den indoeuropeiska språkfamiljen, som även innefattar ukrainskan och belarusiskan, och ofta också karpatorusinskan. Talspråket är närmast släkt med belarusiska, ukrainska och bulgariska (som dock är sydslaviskt).
Ryskans grundläggande ordförråd, ordbildningsprinciper och, i viss mån, böjningar och litterära stil har påverkats kraftigt av kyrkslaviska, en språkform som utvecklats ur den sydslaviska fornkyrkoslaviskan och som idag används som ett liturgiskt språk av den Rysk-ortodoxa kyrkan, samt andra slaviska ortodoxa kyrkor. Många ord i nutida ryskt skriftspråk ligger närmare modern bulgariska än ukrainska eller belarusiska. De östslaviska ordformerna har dock ofta bevarats i de olika dialekterna, som snabbt minskar i användning. I vissa fall används både de östslaviska och de kyrkslaviska formerna, med något olika betydelser.
Förutom av kyrkslaviskan har ryskans ordförråd och litterära stil påverkats starkt av grekiska, latin, franska, tyska och engelska.

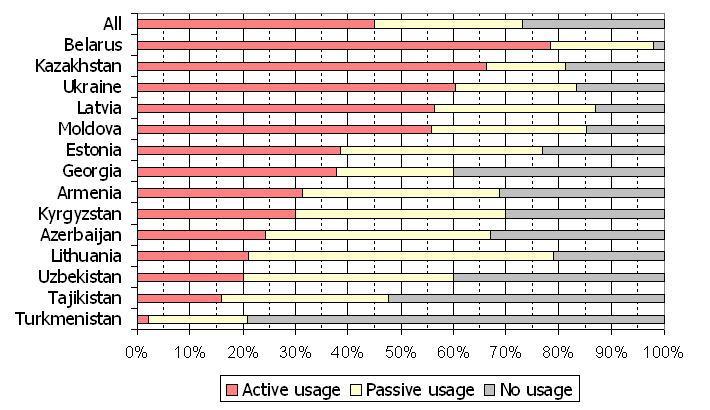
Kunskaper i ryska i de olika före detta sovjetrepublikerna. Rött: aktiv användning, gult: endast förståelse. Siffror från 2004.

## Utbredning

### Före detta sovjetrepubliker
Ryska talas främst i Ryssland och, i lägre grad, i de andra länder som en gång var delrepubliker i Sovjetunionen. Till 1917 var ryskan det enda officiella språket i Kejsardömet Ryssland. Under den sovjetiska perioden varierade politiken gentemot de språk som talades av de olika andra etniska grupperna. Fastän varje sovjetrepublik hade sitt eget officiella språk hade ryskan en enande roll och den högsta ställningen. Efter Sovjetunionens upplösning 1991 har flera av de nyblivna självständiga staterna uppmuntrat sina inhemska språk, vilket delvis har upphävt ryskans privilegierade ställning. Dess roll som språket för postsovjetisk samvaro i regionen har dock fortsatt.
Ryska talas av en majoritet av befolkningen i delar av östra och södra Ukraina, bland annat på den av Ryssland annekterade Krimhalvön och i Donbass. Sedan Ukrainas självständighet har de styrande valt att prioritera nationalspråket ukrainska – enda officiellt språk – inom utbildning och administration. Däremot är en stor del av befolkningen tvåspråkig, och ryska massmedier – inte minst på Internet – har stor spridning även i Ukraina. Även i Moldavien (inte minst i utbrytarrepubliken Transnistrien) och Belarus har ryskan än idag stor utbredning. I det självständiga Belarus är ryska de facto nationalspråk, och belarusiska används endast av en minoritet av invånarna. Ryska talas i Kazakstan av två tredjedelar av befolkningen, som i slättlandet i norr till stora delar härstammar från andra delar av Kejsardömet Ryssland eller Sovjetunionen. I Kirgizistan är den ryska aktiva användningen ungefär på samma nivå som i Armenien. Knappt en femtedel av befolkningen i Uzbekistan och Tadzjikistan talar ryska, medan under fem procent är rysktalande i Turkmenistan.
I Lettland, där cirka en tredjedel av befolkningen är ryskspråkig, har ryskans ställning och användande i skolor debatterats mycket. De rysktalande har mestadels invandrat från Ryssland och andra delar av dåvarande Sovjetunionen efter andra världskriget, då ryska var officiellt språk i hela Sovjetunionen. 2012 hölls en folkomröstning om att göra ryska till officiellt språk i landet, vid sidan av lettiskan. 75 procent av de röstande var dock emot förslaget. I Estland utgör de som invandrat under sovjettiden samt deras ryskspråkiga barn ungefär en fjärdedel av befolkningen. Estniska är officiellt språk i landet sedan 1989, men språklagstiftningen gör att man i orter där ryssarna utgör majoriteten (som i Narva) kan använda ryska inom administrationen. En mycket mindre ryskspråkig minoritet i Litauen har till stor del assimilerats under årtiondet sedan självständigheten och utgör för närvarande mindre än en tiondel av landets totala befolkning.
I de före detta sovjetrepublikerna i Kaukasien och Centralasien ser situationen olika ut för olika länder. I Georgien och Armenien talar cirka en tredjedel av befolkningen ryska, medan motsvarande siffra i Azerbajdzjan är en knapp fjärdedel.

### Östeuropa och Asien
På 1900-talet lärdes ryska ut i skolorna i Warszawapaktens medlemsländer och andra kommunistiska länder som tidigare var satellitstater till Sovjetunionen, särskilt i Polen, Bulgarien, Jugoslavien och Tjeckoslovakien. De yngre generationerna kan vanligen inte ryska flytande, eftersom det inte längre är obligatoriskt i skolan. I många länder i Centralasien är ryskan fortfarande ett viktigt språk; det är ett av de officiella språken i Kazakstan och Kirgizistan och det beräknas att det i det förstnämnda kan talas av omkring 80 % av befolkningen. Tidigare, och i mindre utsträckning även fortfarande, har ryska lärts ut i asiatiska länder som Laos, Vietnam och Mongoliet på grund av det sovjetiska inflytandet, och det används fortfarande som ett lingua franca i Afghanistan av olika folkgrupper.
Ryska talas också i Israel av åtminstone 750 000 judiska immigranter från före detta Sovjetunionen (enligt folkräkningen 1999). Israeliska medier publicerar regelbundet material på ryska.

### Amerika och Västeuropa
Stora ryskspråkiga gemenskaper finns också i Nordamerika (särskilt i stora stadscentra i USA och Kanada som New York, Los Angeles, San Francisco, Toronto, Miami och Chicago). I de första två finns över en halv miljon ryskspråkiga. På ett antal platser ger de ut egna tidningar och bor i självförsörjande områden (särskilt den generation invandrare som började anlända i början av 1960-talet). Endast ungefär en fjärdedel av dem är etniska ryssar. Före Sovjetunionens upplösning var den överväldigande majoriteten ryskspråkiga judar. Efter ökningen av invandring från före detta Sovjetunionen ändrades proportionerna något. Enligt folkräkningen i USA år 2000 talades ryska i hemmet av 1,5 % av befolkningen, eller ungefär 4,2 miljoner, vilket gör det till det tionde mest talade språket i USA.
Stora rysktalande grupper finns även i Västeuropa. Dessa har utökats i flera omgångar av invandringsvågor sedan början av 1900-talet. Tyskland, Storbritannien, Spanien, Frankrike, Italien, Belgien och Grekland har betydande ryskspråkiga grupper som totalt utgör 3 miljoner människor. Två tredjedelar av dem är faktiskt ryskspråkiga avkomlingar till tyskar, greker, judar, armenier och ukrainare som antingen bosatte sig i släktens ursprungsland när Sovjetunionen fallit ihop eller bara söker tillfällig sysselsättning.

### Översikt
Tidigare brukade ryska emigranters avkomlingar förlora ryskan i den tredje generationen. Nu när gränserna är öppnare är det troligt[källa behövs] att ryskan överlever längre, särskilt som många emigranter besöker sina hemländer regelbundet och även ser ryskspråkig TV.

Länder där ryska talas

Nyligen utförda uppskattningar av det totala antalet ryskspråkiga:
| Källa                                                                       | Modersmålstalare | Modersmål rankning | Totalt antal talare | Total rankning              |
| --------------------------------------------------------------------------- | ---------------- | ------------------ | ------------------- | --------------------------- |
| G. Weber, "Top Languages", Language Monthly, 3: 12–18, 1997, ISSN 1369-9733 | 160 miljoner     | 8                  | 285 miljoner        | 5                           |
| World Almanac (1999)                                                        | 145 miljoner     | 8 (2005)           | 275 miljoner        | 5                           |
| SIL (2000 WCD)                                                              | 145 miljoner     | 8                  | 255 miljoner        | 5–6 (oavgjort med arabiska) |
| CIA World Factbook (2005)                                                   | 160 miljoner     | 8                  |                     |                             |

### Officiell ställning
Ryssland har uppmanat att ryska skall få officiell status i alla OSS medlemsstater. Än så länge är ryska officiellt språk i fyra av dess stater: Ryssland, Belarus, Kazakstan och Kirgizistan. Ryska är även ansett som ett officiellt språk i regionen Transnistrien, såväl som i den autonoma regionen Gagauzien i Moldavien. Viktor Janukovytj, den proryska presidentkandidaten i det kontroversiella presidentvalet i Ukraina 2004, deklarerade hans avsikt att göra ryska till ett andra officiellt språk i Ukraina. Dock gjorde vinnaren Viktor Jusjtjenko inte så eftersom han var närmare allierad med den ukrainsktalande befolkningen. Viktor Janukovytj vann presidentvalet i Ukraina 2010 och hade fortfarande för avsikt att göra ryska till ett andra officiellt språk.
Ryska är ett av de sex officiella språken i FN.

### Dialekter
Trots att en utjämning skett efter 1900, särskilt vad gäller ordförrådet, återstår ett stort antal dialekter i Ryssland. Vissa språkforskare indelar de ryska dialekterna i två huvudsakliga regionala grupperingar, "nordliga" och "sydliga", med Moskva i övergångszonen mellan de två. Andra delar in språket i tre dialektgrupper, nordlig, central och sydlig, med Moskva i den centrala regionen.
Dialekterna uppvisar ofta distinkta avvikelser från standard vad gäller uttal och intonation, ordförråd och grammatik. En del av dessa är kvarlevor av äldre språkbruk som nu fullständigt försvunnit i standardspråket.
Typiskt för de nordliga dialekterna är att obetonat /o/ till skillnad från i standardspråket uttalas tydligt (fenomenet kallas okanje оканье). I de sydliga dialekterna palataliseras slut-/t/ och /ɡ/ uttalas /h/. Vissa av dessa drag finns också i nutida ukrainska, vilket antyder ett språkligt kontinuum eller starkt inflytande åt det ena eller andra hållet.
En av de första som studerade ryska dialekter var Michail Lomonosov på 1700-talet. På 1800-talet sammanställde Vladimir Dal den första ordboken som inbegrep dialektalt ordförråd. Detaljerad kartläggning av ryska dialekter påbörjades vid sekelskiftet 1900. Den stora Dialektologiska atlasen över ryska språket (Диалектологический атлас русского языка, Dialektologitjeskij atlas russkogo jazyka, /dʲəʌˈlʲektəlʌˈɡʲiʨəskʲəj ˈatləs ˈruskəvə jəzɨˈka/) publicerades i tre foliovolymer 1986–1989 efter fyra årtionden av förberedande arbete.
Standardspråket är baserat på Moskvadialekten.

## Alfabet

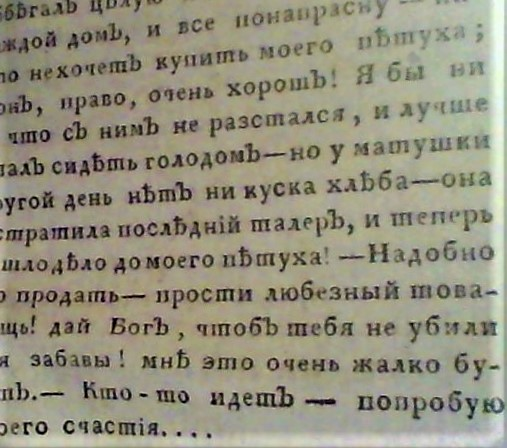
Rysk tryckt text från år 1824. I stavningen förekommer bokstäverna ѣ (jat) och i, som avskaffades i och med stavningsreformen 1918, och bokstaven ъ (jer) användes i slutet av varje med konsonant avslutade ord.

Ryska skrivs med ett kyrilliskt alfabet och består av 33 bokstäver.
Följande tabell ger alfabetets stora bokstäver med IPA-värden för varje bokstavs ljud:
| А /a/ | Б /b/ | В /v/ | Г /g/ | Д /d/  | Е /jɛ/ | Ё /jo/ | Ж /ʐ/ | З /z/ | И /i/  | Й /j/  |
| К /k/ | Л /l/ | М /m/ | Н /n/ | О /o/  | П /p/  | Р /r/  | С /s/ | Т /t/ | У /u/  | Ф /f/  |
| Х /x/ | Ц /ʦ/ | Ч /ʨ/ | Ш /ʂ/ | Щ /ɕː/ | Ъ /ˠ/  | Ы /ɨ/  | Ь /ʲ/ | Э /ɛ/ | Ю /ju/ | Я /ja/ |

Tecknen ъ och ь uttalades ursprungligen som ultra-korta eller reducerade /ŭ/, /ĭ/.

### Stavningsreformen 1918
Fram till år 1918 innehöll det ryska alfabetet ytterligare fyra bokstäver:
- ѣ (kallad jat) med uttalet /ie/ eller /e/,  ersatt av bokstaven e
- і  med uttalet /i/ , ersatt av и, användes som alternativ till и framför annan vokal eller й samt för att undvika ihopblandning av ord som idag stavas likadant, till exempel миръ ( "mir", fred) och  мiръ ( också "mir", värld) vilka idag bägge stavas мир.
- ө (kallad fita) med uttalet /f/, ersatt av ф
- ѵ (kallad izjitsa) var en extremt ovanlig bokstav som uttalades som ett slags i-ljud.
- Alla ord som inte slutade i vokal eller ь stavades med ъ på slutet, till exempel онъ ("on", han) som idag stavas он.

### Ortografi
Rysk stavning är jämförelsevis ljudenlig i praktiken. Den utgör en balans mellan fonetik, morfologi, etymologi och grammatik och har, liksom de flesta levande språks stavning, en del motsägelser och kontroversiella inslag. Till de vanligaste hör att bokstaven г (translittererat g) i pronomen som его och genitivsuffix som -его/-ого uttalas [v].
Den nuvarande stavningen följer den stora reformen 1918 och den slutliga kodifieringen 1956. Den grundar sig på en standardisering av stavningen som filologen Jakov Karlovitj Grot tog fram på 1800-talet. En uppdatering som föreslogs i slutet av 1990-talet har fått ett fientligt mottagande och har inte formellt blivit antagen.
Accenter används aldrig i vanlig text men alltid i ordböcker (och i en del läseböcker för nybörjare) för att markera tryckaccent: мо́ре, моря́ (ett hav, flera hav).
Kommateringen, som ursprungligen baserats på bysantinsk grekiska, omformulerades på 1600- och 1700-talen efter franskan och tyskan.

## Fonologi
Ryskans fonologiska system har ärvts från samslaviskan, men genomgått betydande ändringar under den tidiga historiska perioden, tills det i stort sett fick sin nuvarande form runt 1400. Språket har fem vokaler, vilka skrivs med olika bokstäver beroende på om den föregående konsonanten är palataliserad eller ej. Konsonanterna förekommer normalt i par: en icke-palataliserad och en palataliserad, vilka traditionellt beskrivs som hårda och mjuka. De 'hårda' konsonanterna är ofta velariserade, men vissa dialekter velariserar bara /l/ i sådana positioner. Standardspråket, som baseras på Moskvadialekten, har stark tryckaccent och måttfull variation i tonhöjd. Stavelsebetoningen är inte fast och utmärkes inte i ortografin. Betonade vokaler är något förlängda, medan obetonade vokaler (utom /u/) "reduceras", det vill säga bildar ett system med färre oppositioner. Sålunda uttalas /a/ och /o/ i obetonad ställning på samma sätt: ordinitialt och efter hård konsonant närmast före betonad stavelse som [ʌ], eljest som ett schwa. Efter mjuk konsonant sammanfaller alla obetonade vokaler utom /u/ i ett kort i-ljud.
Den ryska stavelsestrukturen kan vara ganska komplex med både initiala och finala konsonantkluster på upp till 4 konsonanter. Med en formel där V står för stavelsens kärna (vokal) och K för varje konsonant kan strukturen beskrivas som följer:
(K)(K)(K)(K)V(K)(K)(K)(K)
Exempel på ord med fyra konsonanter i följd: встреча ("möte"), удобств (genitiv plural av удобство, "bekvämlighet").

### Konsonanter
|               | Bilabial | Bilabial | Labio dental | Labio dental | Dental och alveolar | Dental och alveolar | Post- alveolar | Post- alveolar | Palatal | Velar | Velar |
| Klusiler      | p pʲ     | b bʲ     |              |              | t tʲ                | d dʲ                |                |                |         | k     | ɡ     |
| Affrikator    |          |          |              |              | ʦ                   |                     | ʨ              |                |         |       |       |
| Frikativor    |          |          | f fʲ         | v vʲ         | s sʲ                | z zʲ                | ʂ ɕ            | ʐ ʑ            |         | x     |       |
| Nasaler       | m mʲ     | m mʲ     |              |              | n nʲ                | n nʲ                |                |                |         |       |       |
| Flappar       |          |          |              |              | r rʲ                | r rʲ                |                |                |         |       |       |
| Approximanter |          |          |              |              | ɫ lʲ                | ɫ lʲ                |                |                | j       |       |       |

Ryska utmärker sig genom sin distinktion efter palatalisering för de flesta konsonanterna. Medan /k/, /g/, /x/ har palataliserade allofoner [kʲ, gʲ, xʲ] kan bara /kʲ/ möjligen ses som ett fonem, fastän det är marginellt och i allmänhet inte anses distinktivt. Palatalisering betyder att mitten av tungan höjs under och efter konsonantens artikulering. I fallet med /tʲ/ och /dʲ/ höjs tungan tillräckligt för att orsaka en svag frikation (affrikator). /t, d, ʦ, s, z, n och r/) är dentala, det vill säga uttalade med tungan mot tänderna snarare än mot tandvallen.
Det bör observeras att de palataliserade postalveolara frikativorna ɕ och ʑ alltid uttalas som långa konsonantljud. Många har därför velat betrakta vart och ett av dem som en fonetisk realisation av två andra, "sammansmälta", fonem, detta trots att ljudet ɕ ofta representeras av en bokstav - щ. Med en sådan analys blir antalet konsonantfonem i ryskan 32.

## Grammatik
Den nutida ryskan har behållit mycket av samslaviskans syntetiska karaktär.
I nominalböjningen finns två numerus (singular och plural), tre genus (maskulinum, femininum och neutrum) och sex kasus (nominativ, genitiv, dativ, ackusativ, instrumentalis och lokativ). Vokativ finns bevarad för vissa ord och namn av religiös betydelse, som Боже /'boʒə/ "Gud", etcetera. Adjektiv, pronomen och de första två kardinaltalen varierar också efter genus. Fornryska hade ett tredje numerus, dualis, men förutom att det används i nominativ och ackusativ med talen två, tre och fyra (till exempel два стула /dva 'stulə/, "två stolar", nuförtiden omkategoriserat som genitiv singular), har den försvunnit. Det finns tre deklinationstyper i ryskan. Den första deklinationen används för maskulina och neutrala substantiv. Den andra deklinationen används för de flesta feminina substantiv. Den tredje deklinationen används för feminina substantiv som slutar på ь och för neutrala substantiv som slutar på мя.
Verben böjs i tre personer och två numerus. Verb uppträder oftast i så kallade aspektpar (perfektiv resp. imperfektiv), där aspekten kompletterar de fåtaliga tempusformerna. Böjningen i såväl kasus som tempus sker genom tillägg av böjningssuffix.
Också inom ordbildningen är suffixen, liksom prefixen, vanliga. Särskilt utmärkande och använda är de så kallade diminutivsuffixen.